# Фінал кубка Італії з футболу 1942
Фінал Кубка Італії з футболу 1942 — два фінальних матчі розіграшу Кубка Італії сезону 1941—1942, в яких зустрічались «Мілан» і «Ювентус».

## Шлях до фіналу
| «Мілан»      | «Мілан»   | «Мілан»        | Раунд                  | «Ювентус»                | «Ювентус» | «Ювентус»      |
| ------------ | --------- | -------------- | ---------------------- | ------------------------ | --------- | -------------- |
| Суперник     | Результат | Дата           | Кубок Італії 1941—1942 | Суперник                 | Результат | Дата           |
| «Фіорентіна» | 4-1 (д)   | 12 жовтня 1941 | 1/16 фіналу            | «Аурора Про Патрія 1919» | 5–0 (д)   | 12 жовтня 1941 |
| «Лаціо»      | 4-2 (д)   | 19 жовтня 1941 | 1/8 фіналу             | «Дженоа 1893»            | 2–1 (д)   | 19 жовтня 1941 |
| «Реджана»    | 6–0 (д)   | 8 лютого 1942  | 1/4 фіналу             | «Падова»                 | 1-0 (д)   | 8 лютого 1942  |
| «Венеція»    | 2–1 (д)   | 12 квітня 1942 | 1/2 фіналу             | «Модена»                 | 4-1 (д)   | 12 квітня 1942 |

## Матч
| 21 червня 1942 |

| Мілан        | 1:1 дч | Ювентус     |
| ------------ | ------ | ----------- |
| Каппелло 83' |        | Белліні 37' |

| «Сан-Сіро», Мілан Арбітр: Дженерозо Даттіло |

|                  |  |                   |  |
|                  |  |                   |  |
| В                |  | Джованні Роззетті |  |
| З                |  | Енріко Боніфорті  |  |
| З                |  | Данте Гваньєтті   |  |
| З                |  | Леандро Ремондіні |  |
| ПЗ               |  | Джузеппе Антоніні |  |
| ПЗ               |  | Джанні Топпан     |  |
| ПЗ               |  | Джузеппе Меацца   |  |
| ПЗ               |  | Джорджо Граната   |  |
| ПЗ               |  | Луїджі Розелліні  |  |
| Н                |  | П'єро Трапанеллі  |  |
| Н                |  | Джино Каппелло    |  |
| Головний тренер: |  |                   |  |
| Маріо Маньйоцці  |  |                   |  |

|                  |  |                     |  |
|                  |  |                     |  |
| В                |  | Джузеппе Перукетті  |  |
| З                |  | Альфредо Фоні       |  |
| З                |  | П'єтро Рава         |  |
| З                |  | Карло Парола        |  |
| ПЗ               |  | Теобальдо Депетріні |  |
| ПЗ               |  | Уго Локателлі       |  |
| ПЗ               |  | Джованні Варльєн    |  |
| ПЗ               |  | Вітторіо Сентіменті |  |
| Н                |  | Леліо Коланері      |  |
| Н                |  | Різа Лушта          |  |
| Н                |  | Савіно Белліні      |  |
| Головний тренер: |  |                     |  |
| Луїс Монті       |  |                     |  |

### Перегравання
| 28 червня 1942 |

| Ювентус                                   | 4:1 | Мілан     |
| ----------------------------------------- | --- | --------- |
| Лушта 29', 69', 71' Сентіменті 34' (пен.) |     | Боффі 56' |

| «Стадіон Беніто Муссоліні», Турин Арбітр: Джованні Джалеаті |

|                  |  |                     |  |
|                  |  |                     |  |
| В                |  | Джузеппе Перукетті  |  |
| З                |  | Альфредо Фоні       |  |
| З                |  | П'єтро Рава         |  |
| З                |  | Карло Парола        |  |
| ПЗ               |  | Теобальдо Депетріні |  |
| ПЗ               |  | Уго Локателлі       |  |
| ПЗ               |  | Джованні Варльєн    |  |
| ПЗ               |  | Вітторіо Сентіменті |  |
| Н                |  | Леліо Коланері      |  |
| Н                |  | Різа Лушта          |  |
| Н                |  | Савіно Белліні      |  |
| Головний тренер: |  |                     |  |
| Луїс Монті       |  |                     |  |

|                  |  |                   |  |
|                  |  |                   |  |
| В                |  | Джованні Роззетті |  |
| З                |  | Енріко Боніфорті  |  |
| З                |  | Данте Гваньєтті   |  |
| З                |  | Леандро Ремондіні |  |
| ПЗ               |  | Джузеппе Антоніні |  |
| ПЗ               |  | Джанні Топпан     |  |
| ПЗ               |  | Альдо Боффі       |  |
| ПЗ               |  | Паоло Тодескіні   |  |
| ПЗ               |  | Луїджі Розелліні  |  |
| Н                |  | П'єро Трапанеллі  |  |
| Н                |  | Джино Каппелло    |  |
| Головний тренер: |  |                   |  |
| Маріо Маньйоцці  |  |                   |  |